# Războiul peloponesiac
Războiul peloponesiac, desfășurat între anii 431-404 î.Hr. și determinat de lupta pentru hegemonie în Grecia Antică, a opus Sparta, conducătoare a Ligii peloponesiace, Atenei, aflată în fruntea Ligii de la Delos. Acesta a rămas indecis pentru o perioadă îndelungată, până la intervenția decisivă a Imperiului Persan, în favoarea Spartei. Condusă de Lysandros⁠(d), flota spartanilor, construită cu ajutoarele perșilor, a înfrânt-o pe cea ateniană, începând astfel perioada hegemoniei spartane asupra Greciei Antice.
Pretextul războiului l-a reprezentat asedierea coloniei Corintului, Potideia, de către Atena. Corintul a cerut ajutor Spartei, iar Atena ia măsuri dure împotriva Megarei, aliată a Corintului, căreia îi interzice comerțul cu orașele Ligii de la Delos. Operațiunile militare sunt caracterizate în general de invaziile pustiitoare ale spartanilor și aliaților acestora împotriva Atenei, aceste distrugeri fiind amplificate de o mare epidemie de ciumă, care afectează grav Atena în anul 429 î.Hr. (liderul atenian Pericle s-a numărat și el printre victime). 
Conflictele interne din Atena, dar și neînțelegerile acesteia cu aliatele sale din Liga de la Delos au amplificat dezastrul și au înclinat balanța războiului în favoarea Spartei. Drept urmare, Atena a suferit una dintre cele mai mari înfrângeri din timpul războiului, în cadrul Expediției din Sicilia⁠(d) (413 î.Hr.). În urma acesteia, generalii atenieni sunt executați, împreună cu 12.000 de cetățeni-soldați ai orașului. După o ultimă înfrângere în bătălia navală de la Aigos Potamos (în 405 î.Hr.), Atena a fost obligată să-și predea flota spartanilor și să dărâme fortificațiile orașului în anul următor. 
Astfel, „Imperiul Atenian”, format în secolul al V-lea î.Hr., era definitiv distrus, toate posesiunile maritime ale acestuia, cu excepția insulei Salamina, fiind pierdute. Pe parcursul întregului conflict, ambele tabere au utilizat toate rezervele materiale și umane de care dispuneau, ceea ce a dus la secătuirea potențialului lor militar și economic.

## Cauzele războiului
Tucidide a rezumat situația antebelică astfel: 
„Creșterea puterii Atenei și panica pe care aceasta a inspirat-o în Lacedemonia au făcut ca războiul să fie inevitabil”.
Cei aproape 50 de ani de dinaintea războiului au fost marcați de dezvoltarea Atenei ca putere majoră în lumea mediteraneană. Imperiul său a început ca un mic grup de orașe-stat, numit Liga de la Delos, care s-a format pentru a forma o linie de apărare în cazul unei noi amenințări din partea Imperiului Persan. Drept urmare, după ce a respins a doua invazie a perșilor pe teritoriu grecesc în 480 î.Hr., Atena a condus o coaliție de orașe grecești care a continuat atacurile asupra teritoriilor persane din Marea Egee și Ionia, urmând o perioadă pe care Tucidide a numit-o Pentecontetia.  Pe durata acesteia, Atena a devenit din ce în ce mai mult un imperiu, purtând un război agresiv împotriva Persiei și dominând din ce în ce mai mult restul vecinilor săi greci. Astfel, reușește cu timpul să aducă sub controlul său toată Grecia, cu excepția Spartei și a aliaților săi, intrând într-o perioadă din istoria sa numită acum Imperiul Atenian. Din cauza acestui schimb de poli de putere, până la jumătatea secolului V î.Hr., perșii au fost alungați din Marea Egee și au cedat Atenei controlul asupra unor teritorii vaste de pe coasta de vest a Anatoliei. Atenienii, de asemenea, și-au sporit foarte mult și puterea pe plan local; o serie de aliați ai acestora, cu o lungă istorie de independență, fiind reduși, pe parcursul secolului, la simplul statut de orașe vasale și plătitoare de tribut, membre ale Ligii de la Delos. Acest tribut a fost folosit pentru a finanța o flotă puternică și, după mijlocul secolului, lucrări publice grandioase în Atena, ceea ce a provocat nemulțumiri și resentimente între aliați.
Fricțiunile dintre Atena și statele peloponesiene, inclusiv Sparta, au apărut la începutul Pentecontetiei. 
În urma plecării perșilor din Grecia, spartanii au trimis ambasadori pentru a-i convinge pe atenieni să nu-și reconstruiască zidurile, cererea fiind însă ferm respinsă. Refuzul a fost motivat de faptul că, fără ziduri, Atena ar fi fost lipsită de apărare în fața oricărui atac terestru și ar fi ajuns ușor sub controlul spartan. Potrivit lui Tucidide, deși spartanii nu au luat nicio măsură pe loc, aceștia "s-au simțit în secret lezați". Conflictul dintre cele două state s-a reaprins în 465 î.Hr., când în Sparta a izbucnit o revoltă a heloților. Spartanii au cerut ajutor militar de la toți aliații lor, inclusiv de la atenieni, pentru a-i ajuta să înăbușească revolta, aceștia din urmă trimițând un contingent considerabil de 4.000 de hopliți. Cu toate acestea, la sosire, forța Atenei a fost refuzată de spartani, în timp ce celelalte au primit permisiunea de a rămâne. 
Potrivit lui Tucidide, spartanii au făcut acest lucru de teamă că atenienii îi vor sprijini pe heloți. Atenienii, jigniți, au repudiat alianța cu Sparta, iar când răsculații au fost în cele din urmă forțați să se predea și li s-a permis să evacueze statul, atenienii i-au stabilit în orașul Naupactus, așezat strategic pe malurile Golfului Corintului.
În 459 î.Hr. izbucnește un război între Megara și Corint, aliați ai Spartei și vecini ai Atenei. Aceasta a profitat de conflict pentru a face o alianță cu Megara, câștigând astfel un avanpost inconfortabil pentru spartani în Istmul Corint. A urmat un alt război de 15 ani, cunoscut sub numele de Primul Război Peloponesiac, în care Atena a luptat cu intermitențe împotriva Spartei, Corintului, Eghinei și altor state. Pentru o vreme, în timpul acestui conflict, Atena a controlat nu numai Megara, ci și Beoția, la apogeul puterii ateniene din acea perioadă. Totuși, spre sfârșitul acestuia, o invazie masivă a spartanilor în Atica a forțat Atena să cedeze pământurile pe care le câștigase pe teritoriul continental grecesc, iar consensul final a fost recunoașterea reciprocă a controlului asupra propriilor sisteme de alianțe de către Atena și Sparta deopotrivă.
Războiul s-a încheiat oficial prin Pacea de Treizeci de Ani, semnată în iarna anului 446 sau 445 î.Hr.

### Ruperea păcii
Pacea de Treizeci de Ani⁠(d) a fost pusă la încercare pentru prima dată în 440 î.Hr., când un puternic aliat al Atenei, Samos, a anulat alianța cu aceasta. Rebelii și-au asigurat rapid sprijinul unui satrap persan, iar Atena s-a confruntat brusc cu perspectiva unor revolte în tot imperiul său, pe modelul samosan. În urma acestor evenimente, spartanii, a căror intervenție ar fi fost scânteia unui război masiv pentru a determina soarta Imperiului Atenian, au convocat un congres al aliaților lor pentru a discuta posibilitatea unui război cu Atena. Unul din principalii aliați ai Spartei, Corintul, s-a opus cel mai puternic intervenției, iar astfel, congresul a votat împotriva războiului. În lipsa vreunei imixtiuni externe, atenienii au reușit să zdrobească revolta din Samos, iar pacea a fost menținută.
Evenimentele mai apropiate care au dus la Războiul Peloponesiac au implicat Atena și Corintul. După o înfrângere a coloniei lor din Corfu, o putere maritimă care era neutră din punct de vedere politic, corintenii a început să construiască o forță navală aliată. Alarmat, Corfu a căutat o alianță cu Atena, ofertă acceptată de aceștia după ce au ținut discuții diplomatice și cu Corintul. Ca urmare, se dă Bătălia de la Sibota, pe durata căreia o mică forță de nave ateniene a jucat un rol esențial în împiedicarea încercării unei flote corintene de a captura Corfu. Pentru a respecta Pacea de Treizeci de Ani, însă, atenienilor li s-a recomandat să nu intervină în bătălie decât dacă era clar că insula va fi invadată de către Corint. Cu toate acestea, navele ateniene au participat în mod direct la bătălie, iar sosirea câtorva noi trireme a fost suficientă pentru a-i descuraja pe corinteni să își exploateze victoria aparentă, cruțând astfel o mare parte din flotele corfiotă și ateniană aflate în derivă.
În urma acestui șir de întâmplări, Atena a comunicat Potideei, oraș-stat din Peninsula Calcidică, aliat tributar atenienilor, dar o colonie a Corintului, să își dărâme zidurile, să trimită ostatici la Atena, să îi demită din funcție pe magistrații corinteni și să refuze magistrații pe care Corintul i-ar trimite în viitor. Indignați, corintenii au încurajat Potidea să se revolte și i-au asigurat că se vor alia cu aceștia în cazul în care se vor răzvrăti împotriva Atenei. 
Din cauza acestei noi escaladări a conflictului, se dă Bătălia de la Potidea, unde corintenii i-au ajutat neoficial pe potideni, strecurând trupe în orașul asediat pentru a ajuta la apărarea acestuia. Această acțiune a încălcat în mod direct Pacea de Treizeci de Ani, care stipula că Liga de la Delos și Liga Peloponesiacă își vor respecta reciproc autonomia și afacerile interne.
O altă provocare a venit din partea Atenei, care în 433 sau 432 î.Hr. a impus niște sancțiuni comerciale megarienilor (din nou aliați ai spartanilor după Primul Război Peloponesiac). Se pretindea că aceștia ar fi profanat Hiera Orgas, un pământ circular și sacru, dedicat zeițelor eleusine Demetra și Persefona și situat între cele două rivale. Aceste sancțiuni, cunoscute sub numele de Decretul Megarian, au fost în mare parte ignorate de Tucidide, deși unii istorici economici moderni au remarcat că această interdicție de a face comerț cu prosperul imperiu al Atenei ar fi fost dezastruoasă pentru megarieni și au considerat-o o cauză care a contribuit la începerea conflictului. 
Istoricii care atribuie Atenei responsabilitatea pentru război citează acest eveniment ca fiind cauza principală.
La cererea Corintului, spartanii au chemat în oraș, în 432 î.Hr. membrii Ligii peloponesiace, în special pe cei care aveau nemulțumiri personale față de Atena, pentru a-și prezenta plângerile în fața adunării spartane. La această adunare a participat de asemenea și o delegație neinvitată a atenienilor, care a cerut și ea să ia cuvântul, apărând astfel o dezbatere aprinsă între Atena și Corint. Tucidide relatează că corintenii au condamnat inactivitatea de până atunci a Spartei, avertizând-o că, dacă va rămâne așa de pasivă, în curând va fi depășită și va rămâne fără aliați. În replică, atenienii le-au reamintit spartanilor istoricul de succese militare al Atenei și opoziția puternică a acesteia față de Persia, încurajând spartanii să solicite un arbitraj, așa cum prevedea Pacea de Treizeci de Ani⁠(d).
Regele spartan Archidamos al II-lea⁠(d) a declarat că atenienii au încălcat pacea, declarând practic război.

## Fazele conflictului
Istoricii au împărțit conflictul în trei faze esențiale ale desfășurării acestuia.

### Războiul Archidamean (431-421 î.Hr.)
Primii ani ai Războiului Peloponesiac sunt cunoscuți sub numele de Războiul Archidamean, după numele regelui Spartei, Archidamos al II-lea⁠(d).
Sparta și aliații săi, cu excepția Corintului, aveau aproape exclusiv forțe militare terestre și puteau să adune armate mari, aproape imbatabile și bine antrenate pentru lupta pe uscat. Pe de altă parte, Imperiul Atenian, deși avea sediul în peninsula Atica, se întindea pe insulele din Marea Egee din al căror tribut își crease acesta imensa capacitate economică. Întrucât atenienii investiseră multe resurse și efort în menținerea unei forțe navale foarte puternice, cele două puteri au fost relativ incapabile să ducă bătălii decisive.
Strategia spartană în timpul Războiului Archidamean a fost de a invada pământurile din jurul Atenei și, deși această invazie i-a privat pe atenieni de terenurile agricole productive din jurul orașului lor, Atena și-a păstrat accesul la mare și nu a suferit prea mult. Mulți dintre cetățenii din Atica și-au abandonat fermele și s-au mutat în interiorul Zidurilor Lungi, care făceau legătura între Atena și portul său din Pireu. La sfârșitul primului an de război, Pericle a ținut celebrul său Discurs Funerar (431 î.Hr.)
Spartanii au ocupat, de asemenea, Atica pentru perioade scurte, de numai trei săptămâni deodată, deoarece în tradiția războiului hoplit din vechime, soldații erau nevoiți să se întoarcă acasă pentru a participa la recoltă. În plus, sclavii spartani, cunoscuți sub numele de heloți, trebuiau ținuți sub control și nu puteau fi lăsați nesupravegheați de vreo forță militară pentru mult timp. Astfel, din aceste cauze, cea mai lungă invazie spartană, în 430 î.Hr., a durat doar în jur de 40 de zile.
Inițial, strategia ateniană a fost coordonată de strategul (generalul) Pericle, care și-a sfătuit armata să evite lupta deschisă cu hopliții spartani, mult mai numeroși și mai bine pregătiți, și să se bazeze în schimb pe flota sa superioară. Flota ateniană, forța navală grecească dominantă în lumea antică, a trecut, conform strategiei generalului, la ofensivă, câștigând decisiv Bătălia de la Naupactus în 429 î.Hr. 
Un an mai târziu, o epidemie de ciumă a lovit Atena, devastând orașul dens populat și, pe termen lung, reprezentând una din cauzele principale înfrângerii sale finale. Aceasta a exterminat peste 30.000 de cetățeni, marinari și soldați, inclusiv pe Pericle și pe fiii săi și, dintr-o perspectivă mai largă, aproximativ o treime până la două treimi din populația orașului a murit. Forța de muncă ateniană a fost astfel redusă drastic și chiar și mercenarii străini, esențiali în luptele din Grecia Antică au refuzat să se angajeze în slujba într-un oraș măcinat de ciumă. Teama de pestă era atât de răspândită, încât invazia spartană în Atica a fost abandonată, trupele acestora nefiind dispuse să riște contactul cu inamicii potențial bolnavi.
După moartea lui Pericle, atenienii s-au întors oarecum împotriva strategiei sale conservatoare și defensive și s-au orientat către o un plan mai agresiv, care consta în purtarea războiul înspre Sparta și aliații săi. La această dată, o importanță deosebită în democrația ateniană a căpătat-o Cleon⁠(d), un lider al elementelor expansioniste ale democrației ateniene. Conduși din punct de vedere militar de un nou general inteligent, Demostene (a nu se confunda cu oratorul atenian de mai târziu, cu același nume), atenienii au avut câteva succese militare, continuând raidurile navale în Peloponez. Atena și-a extins activitățile militare în Beoția și Etolia, a înăbușit revolta din Mytilene și a început să fortifice pozițiile din jurul Peloponezului. 
Una dintre aceste poziții se afla lângă Pilos, pe o insulă mică numită Sfacteria, unde primul război s-a întors în favoarea Atenei. Avanpostul de lângă Pilos a exploatat dependența Spartei de heloți, folosiți drept sclavi care lucrau câmpurile în timp ce cetățenii orașului se antrenau pentru a deveni soldați. În perioada războiului, fortul de lângă Pilos a început să atragă fugari heloți, iar acest aspect, coroborat cu teama de o revoltă a heloților încurajați de atenienii din apropiere i-a determinat pe spartani să atace orașul. Demostene i-a învins pe spartani în Bătălia de la Pilos din 425 î.Hr. și a reușit să înconjoare un grup de soldați inamici pe Sfacteria, așteptând ca aceștia să se predea, nereușind însă, după câteva săptămâni, să îi înfrângă decisiv. Pe de altă parte, neexperimentatul Cleon s-a lăudat în cadrul adunării ateniene că ar putea pune capăt rapid războiului și că a obținut o nouă mare victorie în Bătălia de la Sfacteria, în 425 î.Hr, unde, într-o întorsătură neașteptată a evenimentelor, 300 de hopliți spartani încercuiți de forțele ateniene s-au predat. Imaginea Spartei de invincibilitate pe câmpul de luptă a suferit daune semnificative, iar atenienii au întemnițat în capitală ostaticii rămași după luptă, hotărând să-i execute dacă spartanii vor invada din nou Atica.
După aceste bătălii, generalul spartan Brasidas⁠(d) a strâns o armată compusă din aliați și iloți și a mărșăluit prin toată Grecia până la colonia ateniană Amfipolis de pe coasta de sud a Traciei. Amfipolitanii, aliați ai atenienilor, controlau mai multe mine de argint din apropierea orașului, care furnizau o mare parte din resursele financiare foarte necesare Atenei. O forță condusă de Tucidide a fost trimisă, dar a sosit prea târziu pentru a-l împiedica pe Brasidas să captureze Amfipolis, Tucidide fiind exilat din această cauză. Această întâmplare a devenit un motiv pentru care a purtat conversații cu reprezentanții ambelor tabere, inspirându-se, astfel, să scrie comprehensiva istorie a Războiului peloponesiac. 
Atât Brasidas, cât și Cleon au fost uciși în eforturile atenienilor de a recuceri orașul, în Bătălia de la Amfipolis⁠(d). În urma acestui impas strategic, spartanii și atenienii au căzut de acord să schimbe ostaticii cu orașele capturate de Brasidas, semnând de asemenea și un armistițiu.

### Pacea lui Nicias (421–413 î.Hr.)
Odată cu moartea lui Cleon și cea a lui Brasidas⁠(d), două personaje politice vehement militariste, Pacea lui Nicias a putut dura șase ani. Cu toate acestea, pe parcursul ei au avut loc constant scurte lupte în Peloponez și în jurul acestuia și pe plan intern, în timp ce spartanii s-au abținut de la acțiuni militare mai importante, unii dintre aliații lor au început să vorbească despre revoltă. 
Au fost susținuți în acest sens de Argos, un stat peloponesiac puternic care rămăsese independent de Lacedemonia. Astfel, cu sprijinul atenienilor, argivii au creat o coaliție de state democratice, printre care se numărau și puternicele Mantinea și Elis. Primele încercări spartane de a rupe coaliția au eșuat, iar competența regelui acestora, pe nume Agis, a fost pusă sub semnul întrebării. Încurajată, coaliția anti-spartană, ajutată de o mică forță ateniană condusă de Alcibiade, a început să mărșăluiască spre orașul Tegea, situat la o relativă apropiere de Sparta.
Ca urmare, se dă Bătălia de la Mantinea, cunoscută ca fiind cea mai mare bătălie terestră pe teritoriu grecesc, în timpul Războiului Peloponesiac.
Lacedemonii, împreună cu vecinii lor, tegenii, au înfruntat armatele aliate ale Argosului, Atenei, Mantineei și ale altor orașe-stat din Arcadia. În cadrul acesteia, coaliția aliată a înregistrat succese la început, dar nu a reușit să le valorifice, ceea ce a permis forțelor de elită spartane să le învingă cu timpul. Rezultatul a fost, deci, o victorie completă a spartanilor, care au salvat orașul din pragul unei înfrângeri strategice, iar alianța democratică a fost destrămată, majoritatea membrilor săi revenind în Liga Peloponesiană. Odată cu victoria de la Mantinea, Sparta a reușit să evite o înfrângere totală și și-a restabilit, pentru un timp îndelungat, hegemonia în tot Peloponezul.
În vara anului 416 î.Hr., în timpul unui armistițiu, Atena a invadat insula neutră Melos și a prezentat un ultimatum melienilor, amenințându-i că dacă nu se vor alia cu atenienii împotriva Spartei, orașul lor va fi distrus. Aceștia au refuzat, așa că armata ateniană a asediat orașul-stat și, în cele din urmă, l-a capturat în timpul iernii. 
După căderea insulei Melos, atenienii i-au executat pe toți bărbații adulți, vânzând de asemenea femeile și copiii în sclavie.

#### Expediția Siciliană (415-413 î.Hr.)
În al șaptesprezecelea an de război, Atena a aflat că unul dintre aliații lor mai îndepărtați, Segesta, un oraș-stat nesemnificativ situat în Sicilia, era atacat de către Siracuza, cel mai mare și mai puternic oraș-stat din Sicilia. Populația din Siracuza se trăgea din coloniști dorieni, ca și spartanii, în timp ce atenienii și segestenii erau ionieni, ca majoritatea coloniilor grecești din insulă, reaprinzându-se astfel rivalități vechi.
Atenienii s-au simțit, în acest context, obligați să își ajute aliatul și, de asemenea, având o politică externă expansionistă, își doreau să cucerească în timp întreaga Sicilie. Aceștia sunt mobilizați de Alcibiade, care și conduce, în cele din urmă, o expediție.
Siracuza nu era cu mult mai mică decât Atena, iar cucerirea insulei ar fi adus atenienilor resurse imense. În ultimele pregătiri pentru plecare, multe din hermele (statui religioase foarte importante în Grecia Antică) din Atena au fost mutilate de anonimi, Alcibiade fiind acuzat de crime religioase. Acesta a cerut să fie judecat imediat, pentru a se putea apăra înaintea expediției, dar, cu toate acestea, atenienii i-au permis lui Alcibiade să plece fără a fi judecat (mulți au crezut atunci că pentru a complota mai bine împotriva sa). După ce a ajuns în Sicilia, Alcibiade a fost rechemat pentru a fi judecat și, temându-se că va fi condamnat pe nedrept, Alcibiade a dezertat la spartani, Nicias fiind, în consecință, pus la conducerea misiunii. 
După dezertarea sa, Alcibiade a susținut în fața spartanilor că atenienii plănuiau să folosească Sicilia ca un punct de pornire către cucerirea întregii Italii și a Cartaginei, folosind mai apoi resursele obținute pentru cucerirea Peloponezului.
Forța ateniană era formată din peste 100 de nave și aproximativ 5.000 de infanteriști ușori, însoțiți de o forță de cavalerie limitată la aproximativ 30 de cai, care s-a dovedit a nu face față cavaleriei siracuzene mult mai numeroase și mai bine antrenate. La debarcarea în Sicilia, mai multe orașe s-au alăturat imediat cauzei ateniene, dar, în loc să atace, Nicias a tergiversat situația, iar campania din 415 î.Hr. s-a încheiat cu Siracuza abia afectată. Odată cu apropierea iernii, atenienii s-au retras în taberele lor și au început să trimită soli, încercând să adune aliați, întârzierea permițându-i Siracuzei să ceară ajutorul Spartei. Aceasta l-a trimis pe generalul Gilip pe insulă, cu întăriri, iar la sosire, a adunat o forță armată din mai multe orașe siciliene care s-au aliat cu Sparta și a mers în ajutorul aliatului său. A preluat imediat comanda trupelor siracuzene și, după o serie de bătălii, a reușit să învingă forțele atenienilor, împiedicându-i să captureze orașul.
Ca urmare, Nicias a trimis un mesaj către Atena, cerând întăriri. Demostene a fost ales de adunare ca și comandant al noilor trupe, pornind cu o altă flotă spre Sicilia și alăturându-și cu succes forțele celor ale lui Nicias. Au urmat mai multe bătălii în urma cărora, din nou, siracuzenii și aliații lor i-au învins decisiv pe atenieni. În acest context militar, Demostene a pledat pentru o retragere în Grecia, dar Nicias a refuzat la început. După alte eșecuri strategice, Nicias părea să fie de acord cu retragerea, până când un semn considerat de rău augur, apărut sub forma unei eclipse de lună, a determinat o întârziere a deciziei sale. Întârzierea respectivă s-a dovedit foarte costisitoare pentru că i-a obligat pe atenieni să se angajeze într-o bătălie navală de mari proporții în marele port al Siracuzei, unde au fost complet înfrânți. 
Nicias și Demostene și-au trimis forțele rămase în interiorul insulei în căutarea unor aliați prietenoși, dar, cavaleria siracuzană i-a asaltat fără milă pe drum, ucigând sau înrobind, în cele din urmă, pe toți cei care au mai rămas din puternica flotă ateniană.

### Războiul Deceleian (413-404 î.Hr.)
Lacedemonenii nu s-au mulțumit doar cu faptul că au trimis ajutoare în Sicilia, ci au decis să ducă războiul înapoi pe teritoriu atenian. Astfel, la sfatul lui Alcibiade, aceștia au fortificat Decelea, un sat din apropierea Atenei, împiedicându-i pe atenieni să se folosească de pământurile lor pe tot parcursul anului. Fortificarea Deceleei a împiedicat aprovizionarea atenienilor pe uscat și a obligat ca toate proviziile necesare să fie aduse pe mare, cu cheltuieli mult mai mari. Și mai important, activitatea importantelor mine de argint din împrejurimi a fost în întregime perturbată, întrucât aproape 20.000 de sclavi atenieni au fost eliberați de către hopliții spartani. Cu trezoreria goală și rezerva de urgență de aproximativ 1.000 de talanți în scădere, atenienii au fost nevoiți să ceară și mai mulți bani de la tributarii acestora, ceea ce a sporit semnificativ tensiunile și iminența unei rebeliuni în cadrul Imperiului.
Corintul, Sparta și alte state din Liga Peloponesiacă au trimis și mai multe întăriri la Siracuza, pentru a-i alunga pe atenieni; dar, în loc să se retragă, atenienii au trimis încă o sută de nave și alți 5.000 de soldați în Sicilia. Sub conducerea lui Gilip, siracuzenii și aliații lor i-au învins, din nou, în mod decisiv, pe atenieni pe uscat, iar generalul spartan a încurajat Siracuza să construiască o flotă navală considerabilă. Aceasta a învins flota ateniană atunci când a încercat să se retragă, iar armata ateniană terestră, în încercarea acesteia de a fugi către orașe siciliene mai prietenoase, a fost divizată și înfrântă. Întreaga flotă a fost, deci, distrusă, iar aproape toți soldații a fost vânduți ca sclavi.
În urma acestor înfrângeri dezastruoase, s-a crezut la scară largă că se apropia sfârșitul Imperiului Atenian. Trezoreria acestuia era aproape goală, docurile sale nu mai aveau nicio navă de război, iar mulți dintre tinerii atenieni erau morți sau întemnițați în țări străine.

#### Recuperarea ateniană
După distrugerea expediției, Sparta a încurajat revolta tributarilor Atenei și, conform așteptărilor acestora, o mare parte din Ionia chiar s-a revoltat. Siracuzenii și-au trimis flota în Peloponez, iar perșii au decis să-i sprijine pe spartani cu bani și nave. Se ajunsese într-un punct critic, în care revoltele populare și facțiunile politice răzvrătite amenințau chiar și capitala imperiului, Atena.
Atenienii au reușit, însă, să supraviețuiască din mai multe motive. 
În primul rând, adversarii acestora nu aveau inițiativă. Corintul și Siracuza au întârziat să-și aducă flotele în Marea Egee, iar ceilalți aliați ai Spartei au întârziat și ei să furnizeze trupe sau nave pentru vreun atac final și decisiv. Statele ioniene care s-au răsculat se așteptau la protecție, iar multe dintre ele s-au alăturat, de data asta doar ca aliați, taberei ateniene. Perșii au întârziat de asemenea să trimită fondurile și navele promise, amânând planurile de luptă preconizate de către spartani.
În al doilea rând, la începutul războiului, atenienii au pus deoparte, în mod prudent, o sumă semnificativă de bani și 100 de corăbii care ar fi trebuit să fie folosite în ultimă instanță. Aceste nave au fost puse în slujba marinei ateniene și au servit drept nucleu al flotei pe tot parcursul restului războiului. 
În Atena a avut loc, însă, o revoluție oligarhică, în cadrul căreia un grup de 400 de persoane a preluat puterea politică. Pacea cu Sparta ar fi fost posibilă într-un astfel de context, dar flota ateniană, care avea acum baza pe insula Samos, a refuzat să recunoască schimbarea de putere. În 411 î.Hr., această flotă s-a angajat cu spartanii în Bătălia de la Sime, unde a suferit o înfrângere nesemnificativă și în urma căreia Alcibiade a fost numit liderul lor, continuând războiul în numele Atenei. Opoziția acestuia a dus la reinstituirea unui guvern democratic după numai doi ani.
Alcibiade, deși considerat un trădător, avea încă o anume greutate în jocurile politice și sociale din Atena. Din acest motiv, a împiedicat flota pe care o conducea să atace Atena, contribuind la restaurarea democrației prin presiuni mult mai subtile. De asemenea, a convins militarii din subordinea sa să îi atace pe spartani în Bătălia de la Cizic, din 410 î.Hr., unde atenienii au anihilat flota spartană și au reușit să restabilească baza financiară a imperiului.
Între 410 și 406 î.Hr., Atena a obținut un șir continuu de victorii și, în cele din urmă, și-a recuperat porțiuni mari din fostele teritorii. Toate acestea s-au datorat, în mare parte, lui Alcibiade.

#### Intervenția Ahemenizilor
Începând cu anul 414 î.Hr., Darius al II-lea, conducătorul Imperiului Ahemenid, a început să se opună puterii tot mai mari a atenienilor în Marea Egee. El l-a pus pe satrapul său Tisaferne să facă o alianță cu Sparta împotriva Atenei, aspect care, în 412 î.Hr., a dus la recucerirea celei mai mari părți a Ioniei. Satrapul a ajutat, de asemenea, la finanțarea flotei peloponesiace.
Confruntându-se cu revenirea Atenei din 408 î.Hr. Darius a decis să continue războiul și să acorde un sprijin și mai puternic spartanilor. El l-a trimis pe fiul său, Cirus cel Tânăr, în Asia Mică ca satrap al Lidiei, Frigiei și Capadociei și comandant general (κἀρανος, karanos) al trupelor persane, aliindu-se cu generalul spartan Lysandros⁠(d). În el, Cirus a găsit un om dispus să-l ajute să devină rege, așa cum și spartanul însuși spera să devină conducător absolut al Greciei cu ajutorul prințului persan. Astfel, Cirus și-a pus toate mijloacele financiare la dispoziția Spartei și, când a fost rechemat la Susa de către tatăl său muribund, Darius, i-a dat lui Lysandros veniturile din toate orașele sale din Asia Mică.
Cirus cel Tânăr avea să obțină mai târziu sprijinul spartanilor, după ce le-a cerut "să se arate la fel de buni prieteni cu el, așa cum le fusese și el în timpul războiului împotriva Atenei", atunci când și-a condus propria expediție la Susa (în 401 î.Hr.) pentru a-l uzurpa pe fratele său, Artaxerxes al II-lea.

## Înfrângerea Atenei
Facțiunea ostilă lui Alcibiade a triumfat la Atena în urma unei alte victorii minore a spartanilor, obținută tot de Lysandros⁠(d) în bătălia navală de la Notium din 406 î.Hr. Alcibiade nu a mai fost reales general și s-a autoexilat din oraș, neavând să mai conducă niciodată atenienii în luptă. 
Atena a câștigat, ca replică, bătălia navală de la Arginuse, unde flota spartană condusă de Calicratide a pierdut 70 de nave, iar atenienii numai 25. Totuși, din cauza vremii nefavorabile, atenienii nu au reușit să își salveze echipajele eșuate pe țărm sau să distrugă definitiv flota spartană, ducând la indignare în Atena și la un proces foarte controversat, soldat cu execuția a șase navarhi abili. Supremația navală a Atenei urma astfel să fie contestată mult mai ușor fără unii dintre cei mai capabili lideri militari ai săi și cu o flotă demoralizată.
În 404 î.Hr. generalul atenian Alcibiade a fost asasinat de soldați persani, care ar fi urmat probabil ordinele satrapului Farnabaze al II-lea, la instigarea lui Lysandros.
Spre deosebire de unii dintre predecesorii săi, Lysandros nu era membru al vreunei familii regale spartane și era formidabil în materie de strategie navală; era un diplomat iscusit, care cultivase chiar și bune relații personale, pe lângă cele politice, cu prințul Cirus cel Tânăr. Profitând de ocazie și de pasivitatea Atenei, flota spartană a navigat imediat spre Dardanele, o strâmtoare prin care se aprovizionau atenienii cu cereale, și, amenințată de foamete, flota ateniană a fost practic obligată să o urmeze. Printr-o strategie vicleană, Lysandros a învins în totalitate flota ateniană, în 405 î.Hr., în Bătălia de la Aigos Potamos, distrugând un număr record de 168 de nave. Doar 12 nave ateniene au scăpat, iar câteva dintre acestea au navigat spre Cipru, transportându-l și pe strategul (generalul) Conon, care a fugit de teama judecății ecclesiei.
Confruntată cu foametea și bolile cauzate de asediul prelungit, Atena s-a predat în 404 î.Hr., aliații săi renunțând la rândul lor la luptă, la puțin timp după. Democrații din Samos, loiali cauzei până în ultima clipă, au rezistat ceva mai mult și li s-a permis să fugă în viață. 
Prin această capitulare, Atenei i s-a impus demolarea zidurilor sale, și deposedarea de flota sa și de toate posesiunile sale teritoriale de peste mări. Corintul și Teba au cerut ca Atena să fie distrusă și toți cetățenii săi să fie înrobiți. Cu toate acestea, în pofida părerilor aliaților săi, spartanii și-au exprimat refuzul de a distruge un oraș care făcuse un serviciu onorabil Greciei într-un moment de mare pericol colectiv, în timpul Războaielor Greco-Persane, luând Atena în alianța lor. Aceștia urmau "să aibă aceiași prieteni și dușmani" ca și Sparta.

## Urmări
Efectul general al războiului, în lumea greacă, a fost înlocuirea Imperiului Atenian cu un alt imperiu spartan. După Bătălia de la Egospotamos, Sparta a preluat teritoriile ateniene și a păstrat pentru sine toate veniturile din tribut, iar aliații lor, în ciuda sacrificiilor mai mari decât Sparta, nu au primit nimic.
Pentru o scurtă perioadă de timp, Atena a fost condusă de Cei Treizeci de Tirani, un regim reacționar și oligarh, instaurat de lacedemoneni. În 403 î.Hr. aceștia au fost răsturnați și o democrație a fost restaurată de către Trasibul.
Deși hegemonia Atenei a fost întreruptă, orașul atic a reușit să își obțină autonomia în Războiul Corintian și a continuat să joace un rol activ în politica greacă. Ulterior, Sparta a fost învinsă de Teba în Bătălia de la Leuctra, în 371 î.Hr., și, câteva decenii mai târziu, rivalitatea dintre acestea a luat sfârșit atunci când Macedonia a devenit cea mai puternică entitate politică din Grecia. Filip al II-lea, rege macedonean, a unificat toată lumea greacă, cu excepția Spartei, care a fost mai târziu subjugată de fiul lui Filip, Alexandru cel Mare, în 331 î.Hr.
Un tratat de pace simbolic a fost semnat de către primarii celor două orașe moderne la 2.500 de ani de la încheierea războiului, pe 12 martie 1996.